# Šótó nidžúkun
Šótó nidžúkun (japonsky 松濤館二十訓) jsou pravidla karate, které sestavil okinawský mistr tohoto bojového umění Gičin Funakoši, který je považován za zakladatele tradičního karate. Napsal knihu "Karatedó - Má životní cesta"
Pravidla byla dokumentována kolem roku 1890, ale poprvé publikována byla v knize v roce 1938 s těmito dvaceti hlavními zásadami karate:.

1) Karate-do wa rei-ni, rei-ni owaru koto-o →
Karate začíná úklonou a končí úklonou.
2) Karate-ni sente nashi →
V karate není první pohyb.
3) Karate wa gi-no-tasuke →
Karate je pomocníkem spravedlnosti.
4) Mazu jiko-o-shire, shikohite tao-wa →
Poznej nejprve sám sebe, teprve potom toho druhého.
5) Gijutsu yooi shinjutsu →
Duch je důležitější než technika.
6) Kokoro-wa hanatan koko-o yosu →
Je nezbytné udržet si svobodnou mysl.
7) Wazawai-wa getai-ni shozu →
Neštěstí se stává vždy z nepozornosti.
8) Dojo-nomino karate-to omou na →
Karate se neodehrává jenom v dojo.
9) Karate-no shutyo-wa issho de-aru →
Cvičit karate znamená pracovat celý dlouhý život.
10) Arai-yuru mono-o karate-wa seyo, soko-ni myo mi-ari →
Stav se ke svým problémům s duchem karate.
11) Karate-wa yu-no-gotoshi taezu netsudo-o ataezaraba moto-no mizu kaeru →
Opravdové karate je jako horká voda, která chladne, když ji stále neohříváš.
12) Katsu kantae-wa motsu namakenu kagae-wa hitsuyo →
Nemysli na výhru, ale přemýšlej o tom, jak neprohraješ.
13) Tekki-no yotte tenka seyo →
Změň svou obranu podle nepřítele.
14) Tattaka-wa keyo-jitsu-no soju ikan-ni ari →
Tajemství boje spočívá v umění řídit ho.
15) Hitto-no-teashi-o ken to omou →
Představuj si svou ruku a nohu jako meče.
16) Danshi mon-o izubera hyzkuman-no tekki ari →
Když opustíš místo, kde jsi doma, děláš si četné nepřátele, takové chování ti přináší mrzutosti.
17) Kamae-wa shoshishaha-ni ato-wa shizentai →
Začátečníci musí zvládnout nízké postoje, přirozená pozice těla je pro pokročilé.
18) Kata-wa tadashiku jissen-wa bezsu mono →
Snaž se dosáhnout perfektní kata, skutečný zápas je něco jiného.
19) Chikara-no kyojaku karada-no shinshiku waza-no kankyo-o wasaruna →
Dbej na správné použití tvrdé a měkké síly, napětí a uvolnění těla, pomalé a rychlé techniky.
20) Tsyo sune-ni shinen kufu syo →
Vždy se snaž studovat a to, co se naučíš, vyjádři ještě lépe.

Gičin Funakoši
V jiných českých překladech může být toto znění mírně odlišné.